# 人民公僕 (烏克蘭)

人民公僕舊標誌

人民公僕（羅馬化：Sluha Narodu）是一個乌克兰政黨，於2018年3月31日經司法部註冊登記而成立。該黨的名稱取自烏克蘭電視娛樂節目製作公司「95街区」的熱門電視節目《人民公僕》。黨的創始人和首任領袖為95街区的律師伊万·巴卡诺夫，其後弗拉基米尔·泽连斯基接任黨精神領袖一職。當95街区決定成立政黨時，他們表示避免其他人以憤世嫉俗的政治目的偷走人民公僕系列的名稱。
法律上，人民公僕黨的前身為「決定性變革黨」。

## 歷史
在2017年12月的「拉祖姆科夫中心」民調中，人民公僕的支持率為4%，接近議會選舉的5%選舉門檻。2018年4月，「評分組織」的2019年國會選舉民調中，人民公僕的支持率上升至9%。同年6月的「評分」民調中，人民公僕更加獲得10.4%受訪者的支持。
2018年12月尾，人民公僕宣布派出弗拉基米尔·泽连斯基參加2019年總統選舉。2019年1月的民調顯示泽连斯基仍在落後，但兩個月後便開始在民意調查中領先其他對手。最終，泽连斯基在首輪投票中獲得最多票數，與爭取連任的彼得·波罗申科晉身第二輪投票。
2019年4月，泽连斯基表明人民公僕將不會加入波罗申科的「團結」集團或反對派平台。
同月的總統選舉第二輪投票中，泽连斯基得票超過70%，成功當選新任總統。泽连斯基同時成為烏克蘭在1991年引入總統直選以來，得票率最高的民選總統。
2019年烏克蘭議會選舉中，人民公仆党赢得254個席位，成为乌克兰历史上首个在议会获得绝对多数的政党。

## 意識形態
2019年4月的訪談中，泽连斯基表示其支持免費發放医用大麻、支持墮胎、並希望立法將賣淫和賭博合法化。另一方面，泽连斯基反對持槍權合法。

## 選舉結果

### 總統選舉
| 年份   | 候選人              | 首輪投票  | 首輪投票 | 首輪投票 | 次輪投票   | 次輪投票 | 次輪投票 |
| 年份   | 候選人              | 得票      | 得票率   | 結果     | 得票       | 得票率   | 結果     |
| ------ | ------------------- | --------- | -------- | -------- | ---------- | -------- | -------- |
| 2019年 | 弗拉基米尔·泽连斯基 | 5,714,034 | 30.24%   | 入圍     | 13,438,410 | 73.23%   | 當選     |

## 外部連結
- 人民公僕 （页面存档备份，存于）（乌克兰語）